# Chacewater
Chacewater – wieś w Anglii, w Kornwalii. Leży 32 km na północny wschód od miasta Penzance i 380 km na zachód od Londynu. W 2001 miejscowość liczyła 1517 mieszkańców.